# Королёва, Елена Владимировна
Еле́на Влади́мировна Королёва (р.27 октября 1973, Уфа) — российская фристайлистка и тренер по фристайлу. 
Мастер спорта России международного класса (1993) по фристайлу. Воспитанница ДЮСШ по горнолыжному спорту ФСО профсоюзов, в 1994—1999 годах выступала за спортивный клуб армии (Уфа, тренер Л. П. Финк).
Победительница этапов Кубка Европы (2-кратный, 1996), чемпионка России (1999), серебряный (1993, 1996, 1999) и бронзовый (1997) призёр чемпионатов России, серебряный призёр Кубка России (1996). Участница Олимпийских игр (1992, 1994, 1998). Член сборных команд СССР (1991), СНГ (1992), России (1993—1998).
Тренер в МБОУ СДЮШОР по горнолыжному спорту города Уфы.